# Municipio de San Lucas Quiaviní
El municipio de San Lucas Quiaviní es uno de los 570 municipios que conforman al estado mexicano de Oaxaca. Pertenece al distrito de Tlacolula, dentro de la región valles centrales. Su cabecera es la localidad de San Lucas Quiaviní.

## Toponimia
San Lucas deriva del nombre del santo patrono de la demarcación: Lucas el Evangelista, considerado como santo por el culto católico. Existen desacuerdos sobre el significado de la palabra Quiaviní. De acuerdo a José María Bradomín es de origen zapoteca y su significado es Piedra donde se llora. Esta interpretación ha sido acusada de ser errónea porque no se tomó en cuenta la acentuación de la palabra, la cual le da el significado de Piedra que brilla o igualmente el de Piedra preciosa.

## Geografía
El municipio abarca 50.44 km² y se encuentra a una altitud promedio de 1730 m s. n. m., oscilando entre 3000 y 1600 m s. n. m.
Colinda al norte con el municipio de Tlacolula de Matamoros, al este y al sur con Santiago Matatlán y al oeste con San Bartolomé Quialana.

### Fisiografía
El municipio pertenece a la subprovincia de las Sierras y valles de Oaxaca, dentro de la provincia de la Sierra Madre del Sur. El 61% de su territorio lo conforma el sistema de topoformas de la sierra con cumbres tendidas, el 21% pertenece al lomerío con llanuras y el 18% restante a la llanura aluvial con lomerío de piso rocoso o cimentado.

### Hidrografía
El 97% de San Lucas Quiaviní se encuentra dentro de la subcuenca del río Atoyac-Oaxaca de Juárez, parte de la cuenca del río Atoyac, en la región hidrológica de Costa Chica-Río Verde; el 3% restante es de la subcuenca del río San Antonio, parte de la cuenca del río Tehuantepec, dentro de la región hidrológica de Tehuantepec. Los afluentes del municipio son escasos, siendo el más relevante el río Principal, un arroyo intermitente por el que fluye agua solo en épocas de lluvia.

## Clima
El clima del municipio es templado subhúmedo con lluvias en verano en el 82% de su territorio, semiseco semicálido en el 16% de su superficie y semicálido subhúmedo con lluvias en verano en el 2% restante. El rango de temperatura promedio es de 16 a 18 grados celcius, el mínimo promedio es de 0 a 2 grados y el máximo promedio de 26 a 28 grados. El rango de precipitación promedio anual es de 800 a 1000 mm y los meses de lluvia van de octubre a marzo.

## Demografía
De acuerdo al último censo, realizado por el INEGI en 2010, en el municipio habitan 1745 personas, ubicadas dentro de su única localidad. De la totalidad de habitantes de San Lucas Quiaviní, 1596 personas dominan alguna lengua indígena.

### Grado de marginación
De acuerdo a los estudios realizados por la Secretaría de Desarrollo Social en 2010, 34% de la población del municipio vive en condiciones de pobreza extrema. El grado de marginación de San Lucas Quiaviní es clasificado como Muy alto. En 2014 el municipio fue incluido en la Cruzada nacional contra el hambre.

## Gobierno
El municipio se rige mediante el sistema de usos y costumbres, eligiendo gobernantes cada tres años de acuerdo a un sistema establecido por las tradiciones de sus antepasados.